# Мартінсон Сергій Олександрович
Сергій Олександрович Мартінсон (рос. Сергей Александрович Мартинсон; 6 лютого 1899, Петербург, Російська імперія — 2 вересня 1984, Москва, Російська РФСР) — російський радянський актор театру і кіно. Видатний комедійний актор, ексцентрик, майстер пантоміми. Заслужений артист РРФСР (1950). Народний артист РРФСР (1964). Кавалер орденів «Знак Пошани» (1944) і Трудового Червоного Прапора (1979).

## Біографія
Закінчив Інститут сценічних мистецтв в Петрограді (1923).
Виступав в естрадних театрах Петрограда — в театрі «Вільна комедія», «Вільному театрі».
Працював у московських театрах: Театрі Революції (1924—1941), Вс. Меєрхольда (1925—1926, 1929—1933, 1937—1938), московському Мюзик-холі (1933—1936).
З 1945 року — актор Театру-студії кіноактора.
У 1924 році дебютував в кінематографі. Знімався переважно в ролях другого плану, невеликих, епізодичних, але грав яскраво і незабутньо. У фільмах «Нові пригоди Швейка» (1943), «Третій удар» (1948) створив сатиричний образ Гітлера.
Один з найбільш популярних і улюблених глядачем акторів. Яскравий гострохарактерний і різноплановий актор, майстерності і таланту якого були підвладні драма, водевіль, музична комедія, буфонада, ексцентрика, пантоміма.
Працював на дубляжі кінофільмів і озвучуванні мультфільмів.
У 1974 році на Центральному телебаченні був знятий фільм-спектакль «Бенефіс Сергія Мартінсона» за участю Сергія Олександровича в головній ролі і зірок радянського кіно, театру та естради (реж. Є. Гінзбург).
Помер 2 вересня 1984 року, похований на Кунцевському кладовищі Москви.

## Творчість

### Фільмографія
- «Пригоди Октябрини» (1924, Пуанкаре)
- «Братик» (1926, директор тресту)
- «Чортове колесо» (1926, диригент оркестру)
- «Дві зустрічі» (1932, Бєлов, полковник)
- «Дезертир» (1933)
- «Маріонетки» (1933)
- «Повстання рибалок» (1934, Бредель)
- «Загибель сенсації» («Робот Джима Ріплі») (1935, Дізер, артист мюзик-холу)
- «Ревізор» (1936, Хлестаков)
- «Пригоди Петрушки» (1936, розсіяний)
- «Острів скарбів» (1937, Бредлі)
- «Сім'я Оппенгейм» (1938, Гутветтер, поет)
- «Степан Разін» (1939, Федір Шпинь)
- «Золотий ключик» (1939, Дуремар)
- «Антон Іванович сердиться» (1941, Керосінов, композитор)
- «Чарівне зерно» (1941, Живоглот)
- «Бойова кінозбірка № 7» (1941, фашистський льотчик)
- «Юні партизани» (1942)
- «Бойова кінозбірка № 11» («Кар'єра лейтенанта Гоппа») (1942, лейтенант Гопп)
- «Швейк готується до бою» (1942, офіцер/манекен)
- «Лермонтов» (1943, барон де Барант/Степан Степанович)
- «Нові пригоди Швейка» (1943, Гітлер)
- «Ми з Уралу» (1943)
- «Сільва» (1944, Боні, граф Боніслау)
- «Весілля» (1944, Іван Михайлович Ять, телеграфіст)
- «Пржевальський» (1951, професор Шатило)
- «Незабутній 1919 рік» (1952)
- «Садко» (1952, інок)
- «Кораблі штурмують бастіони» (1953, Фердинанд)
- «Сеанс гіпнозу» (1953, к/м, гіпнотизер)
- «Божевільний день» (1956)
- «Ілля Муромець» (1956, Мишатичка)
- «Ідіот» (1958, Лебедєв)
- «У нашому місті» (1959, к/м)
- «Непрохані гості» (1959)
- «Твір мистецтва» (1959, к/м, Іван Миколайович)
- «Вільний вітер» (1961, шинкар)
- «Червоні вітрила» (1961, Філіп, вугляр)
- «Вечори на хуторі біля Диканьки» (1961, дяк Осип Никифорович)
- «Знайома адреса» (1962, к/м, режисер П'єдесталов)
- «Веселі історії» (1962)
- «Приборкувачі велосипедів» (1963, Георг Сібуль, старий гонщик)
- «Москва — Генуя» (1964, Луї Барту)
- «Казка про втрачений час» (1964, Прокіп Прокопович)
- «Тридцять три» (1965, Валентин Петрович, батько Розочки)
- «Інші нині часи» (1965, князь Борис)
- «Казка про царя Салтана» (1966, опікун Салтана)
- «Півгодини на чудеса» (1968, кіноальманах; Абрікадабр)
- «Посміхнися сусідові» (1968, артист)
- «Каліф-Лелека» (1969, візир)
- «13 доручень» (1969, меломан)
- «Час щасливих знахідок» (1969, князь)
- «Любов до трьох апельсинів» (1970, король)
- «Літні сни» (1972, головбух)
- «Руслан і Людмила» (1972, візантійський посол)
- «Міста і роки» (1973, Персі)
- «Великий атракціон» (1975, дід Матвій)
- «У країні пасток» (1975, анімаційний; Чарівник)
- «Бенефіс Лариси Голубкіної» (1975, фільм-спектакль)
- «Про дракона на балконі, про хлопців і самокат» (1976, Сергій Васильович)
- «Озброєний і дуже небезпечний» (1977, містер Тротт)
- «Ярославна, королева Франції» (1978, франкський єпископ Роже)
- «Нові пригоди капітана Врунгеля» (1978, Сер Вант, ватажок бандитів)
- «Пригоди Шерлока Холмса і доктора Ватсона: Собака Баскервілів» (1981, містер Френкленд)
- «Не можу сказати „прощавай“» (1982, Антон Петрович, працівник музею)
- «І життя, і сльози, і любов» (1983, Єгошкін) та ін.

Роботи у фільмах українських кіностудій:
- «Вітер зі сходу» (1940, Стефан, офіцер)
- «Подвиг розвідника» (1947, Віллі Поммер)
- «Третій удар» (1948, Гітлер)
- «Чорноморочка» (1959, Омельський, композитор і керівник оркестру)
- «Врятуйте наші душі» (1960, Нортон Мейсфілд)
- «Казка про Хлопчиша-Кибальчиша» (1964, дядина 518-й, агент-розвідник буржуїнов)
- «У тридев'ятому царстві...» (1970, герцог де Молюск)

### Озвучування мультфільмів
- «Івась» (1940)
- «Пропала грамота» (1945, Відьма)
- «Слон і мураха» (1948, Вовк)
- «Полкан і шавка» (1948, шавка)
- «Федя Зайцев», «Чемпіон» (1948)
- «Лев і заєць» (1949, Заєць)
- «Фарбований лис» (1953, Лис)
- «Підпис нерозбірливий», «Козел-музикант» (1954, Віслюк)
- «Підпис нерозбірливий» (1954)
- «Зачарований хлопчик» (1955, мультфільм; головний щур (немає в титрах))
- «Мільйон у мішку» (1956)
- «Снігова королева» (1957, Ворон)
- «Перша скрипка» (1958, Метелик)
- «Петя і Червона Шапочка» (1958, Диктор)
- «Таємниця далекого острова» (1958, Лікар)
- «Котячий будинок» (1958, Півень)
- «Пригоди Буратино» (1959, знахар Богомол)
- «Лисиця, бобер та інші» (1960)
- «Дикі лебеді» (1962, Монах)
- «Дочка сонця» (1963, Північний Вітер)
- «Дюймовочка» (1964, Жук)
- «Пастушка і сажотрус» (1965)
- «Мауглі» (1967—1971, шакал Табакі)
- «Як ослик щастя шукав» (1971, Вівця)
- «Каченя, яке не вміло грати в футбол» (1972, Півень) та багато інших…